# Parafia św. Jerzego w Bujwidzach
Parafia św. Jerzego w Bujwidzach (lt. Šv. Jurgio parapija) – parafia rzymskokatolicka administracyjnie należąca do dekanatu nowowilejskiego archidiecezji wileńskiej.